# Liste der Biografien/Ror
Liste der Biografien |
Portal Biografien |
Personensuche
# |
A |
B |
C |
D |
E |
F |
G |
H |
I |
J |
K |
L |
M |
N |
O |
P |
Q |
R |
S |
T |
U |
V |
W |
X |
Y |
Z |
?
 
Ra |
Rb |
Rd |
Re |
Rh |
Ri |
Rj |
Rk |
Rl |
Rm |
Rn |
Ro |
Rr |
Rs |
Rt |
Ru |
Rv |
Rw |
Rx |
Ry |
Rz
 
Roa |
Rob |
Roc |
Rod |
Roe |
Rof |
Rog |
Roh |
Roi |
Roj |
Rok |
Rol |
Rom |
Ron |
Roo |
Rop |
Roq |
Ror |
Ros |
Rot |
Rou |
Rov |
Row |
Rox |
Roy |
Roz 
Die Liste der Biografien führt alle Personen auf, die in der deutschsprachigen Wikipedia einen Artikel haben. Dieses ist eine Teilliste mit 57 Einträgen von Personen, deren Namen mit den Buchstaben „Ror“ beginnt.

## Ror
- Ror, Berndt, herzoglich-pommerscher und kurfürstlich-brandenburgischer Rat, Johanniterkomtur und Landvogt der Neumark

### Rora
- Rora, Detlef (1934–2015), Schweizer Rezitator und Sprechpädagoge
- Rora, Dino (1945–1966), italienischer Schwimmer
- Rorabaugh, Rebecca (* 1989), US-amerikanische Skilangläuferin
- Rorani, Leilani (* 1974), neuseeländische Squashspielerin
- Rorarius, Claudia (* 1972), deutsche Regisseurin, Drehbuchautorin und Produzentin für Spiel- und Dokumentarfilme

### Rorb
- Rörby, Cilla (* 1970), schwedische Kostümbildnerin
- Rørbye Rønn, Maria (* 1964), dänische Juristin, Generaldirektorin von Danmarks Radio
- Rørbye, Martinus (1803–1848), dänischer Maler

### Rord
- Rørdam, Holger Frederik (1830–1913), dänischer Theologe und Kirchenhistoriker
- Rørdam, Mikael (* 1959), dänischer Mathematiker
- Rørdam, Thomas Skat (1832–1909), dänischer Theologe und Kirchenhistoriker
- Rørdam, Valdemar (1872–1946), dänischer Dichter
- Rordorf, Alexander (1820–1909), schweizerischer Maler, Kupfer- und Stahlstecher sowie Lehrer für Zeichnen
- Rordorf, Conrad Caspar (1800–1847), Schweizer Aquatinta-Radierer und Landschaftsmaler

### Rore
- Rore, Cipriano de († 1565), flämischer Komponist, Sänger und Kapellmeister der Renaissance
- Rore, Robert C. (* 1954), deutscher Maler und Zeichner
- Rorem, Ned (1923–2022), US-amerikanischer Komponist und Literat
- Rörer, Georg (1492–1557), evangelischer Theologe und Mitarbeiter Martin Luthers
- Rorer, Michael (* 1738), polnischer Stadtschreiber in Poznań
- Rorer, Posey (1892–1936), US-amerikanischer Old-Time-Musiker
- Roret, Raoul, französischer Autorennfahrer
- Roretz, Albrecht von (1846–1884), österreichischer Arzt

### Rorg
- Rorgon I. († 839), neustrischer Adliger

### Rorh
- Rørholt, Arnold (1909–1986), norwegischer Jurist
- Rørholt, Bjørn (1919–1993), norwegischer Widerstandskämpfer, Ingenieur und Oberst

### Rori
- Rorich, Gershon (1973–2023), südafrikanischer Beachvolleyballspieler
- Rorich, Karl (1869–1941), deutscher Komponist, Chorleiter, Pianist, Organist und Musikpädagoge
- Rörig, Christian (1903–1979), deutscher Politiker (SPD), MdL
- Rörig, Fritz (1882–1952), deutscher Historiker
- Rörig, Georg (1864–1941), deutscher Agrarwissenschaftler, Agrarzoologe und Pionier des Vogelschutzes
- Rorig, Henry (* 2000), deutscher Fußballspieler
- Rörig, Jacob (1812–1889), deutscher Jurist und Politiker, Landtagsabgeordneter Waldeck
- Rörig, Johannes-Wilhelm (* 1959), deutscher Jurist
- Rörig, Maria, Opfer der Hexenverfolgung
- Rörig, Peter († 1655), Opfer der Hexenverfolgung in Wildungen
- Rörig, Theo (1940–2022), deutscher Bildhauer
- Rörik I., dänischer Wikingerfürst
- Rörik von Dorestad, Wikingerfürst
- Rorimer, James (1905–1966), US-amerikanischer Kunsthistoriker
- Röring, Gun (1930–2006), schwedische Turnerin
- Röring, Johannes (* 1959), deutscher Landwirtschaftsfunktionär und Politiker (CDU), MdB
- Roritzer, Konrad, deutscher Bildhauer und Steinmetz
- Roritzer, Matthäus, deutscher Baumeister und Architekturtheoretiker
- Roritzer, Wenzel, deutscher Baumeister
- Roritzer, Wolfgang († 1514), deutscher Bildhauer und Steinmetz
- Roriz, Juvenal (1920–1994), brasilianischer Ordensgeistlicher und römisch-katholischer Erzbischof von Juiz de Fora

### Rork
- Rorke, Gordon (1938–2025), australischer Cricketspieler
- Rorke, Hayden (1910–1987), US-amerikanischer Schauspieler
- Rorke, Tyler (* 2003), kanadischer Radrennfahrer

### Rorl
- Rörland, Chris (* 1986), schwedischer Gitarrist

### Rors
- Rorschach, Hermann (1884–1922), Schweizer Psychiater und PsychoanalytikerHermann Rorschach (1884–1922)

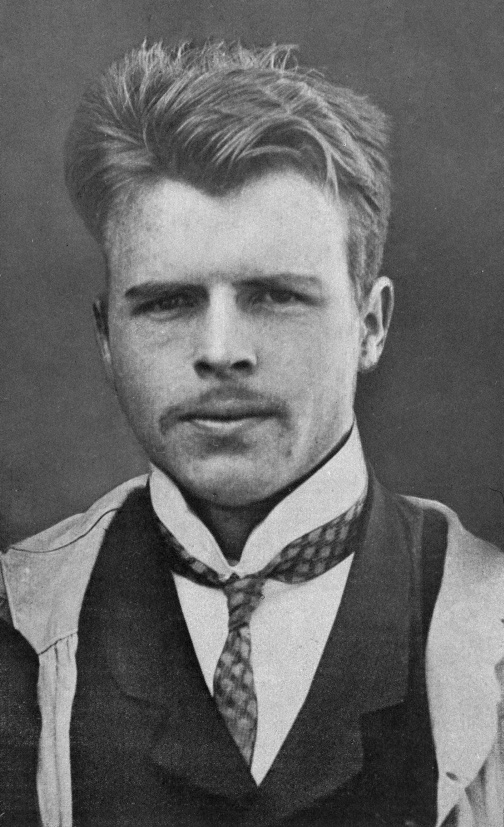
Hermann Rorschach (1884–1922)

- Rorsted, Kasper (* 1962), dänischer Manager und Vorsitzender der Geschäftsführung der Henkel AG & Co. KGaA

### Rort
- Rorty, Amélie (1932–2020), US-amerikanische Philosophin und Philosophiehistorikerin
- Rorty, Richard (1931–2007), US-amerikanischer Philosoph

### Rorv
- Rørvik, Marianne (* 1983), norwegische Curlerin

### Rory
- Rory, Rossana (1927–2020), italienische Schauspielerin